# Dave Gaskin
Pour les articles homonymes, voir Gaskin.
David Marjoribanks Gaskin (né en 1945) est un ancien athlète anglais qui a concouru pour l'Angleterre.

## Carrière en athlétisme
David Gaskin a été sélectionné par l'Angleterre pour la représenter durant les épreuves de décathlon et de saut en longueur. 
Il a été deux fois vice-champion national de décathlon.

### Jeux de Kingston
Il représente, dans les catégories du décathlon et du Saut en longueurl'Angleterre aux Jeux de l'Empire britannique et du Commonwealth de 1966 à Kingston, en Jamaïque,,.
Il finit 13e sur l’épreuve du saut en longueur avec un saut de 6,01 ms et se classe 9e sur le décathlon. Il termine le décathlon avec le score de 5828 points.
| Discipline        | Score  | Classement |
| ----------------- | ------ | ---------- |
| 100m              | 11.5s  | 5e         |
| Saut en longueur  | 6.70m  | 3e         |
| lancer du poids   | 10.90m | 7e         |
| Saut en hauteur   | 1.88m  | 1re        |
| 400m              | 52.6s  | 7e         |
| 100 mètres haies  | 16.8s  | 9e         |
| Lancer du disque  | 35.70m | 5e         |
| saut à la perche  | 3.30m  | 8e         |
| lancer du javelot | 42.22m | 9e         |
| 1500 mètres       | DNF    |            |